# 古瀬幸広
古瀬 幸広（ふるせ ゆきひろ、1960年 - ）は、日本のジャーナリスト、実業家。奈良県生まれ。

## 主な経歴
奈良県立奈良高等学校から東京大学文学部卒。大学で中国語、サンスクリット語、パーリ語、チベット語、ペルシア語を学ぶ。大学在学中から文筆活動を行い、1986年に『最新ワープロ大百科』（実業之日本社）の創刊編集長となる。
1994年から国際大学グローバル・コミュニケーション・センターの研究員となり、同年4月にはパソコン通信のニフティサーブに「シェアテキストフォーラム」を開設、文書の共有とシェアウェアのテキスト版を目指して「シェアテキスト・プロジェクト」を推進した。1995年からは廣瀬克哉らによる「honyaプロジェクト」の活動も行った。この頃、科学技術・情報科学分野を中心に文筆活動を行い、多数の著書・論文等を残した。
その後、情報システムの開発にも携わり、2006年に情報システムのコンサルティングとコンテンツ開発を行うインフォリーフ株式会社を設立した。また科学・医学ジャーナリストとしての見地から2020年5月には新型コロナウィルス対策システム「MISTECT」を開発した。2012年にはFacebookグループ「クラシックを聴こう！」を開設、2015年10月には「一般社団法人クラシックを聴こう協会」を設立し、現在は代表理事となっている。
また2015年よりナノテクノロジー研究にも従事するようになった。

### 研究・教育活動
- 国際大学グローバル・コミュニケーション・センター研究員（1994 - 1996）
- 東京大学社会情報研究所非常勤講師、富山大学人文学部非常勤講師(1996）
- 立教大学社会学部助教授（1997 - 2000）
- 法政大学大学院特別講師（2001）
- 国際大学グローバル・コミュニケーション・センター客員教授(2001 - 2004）
- 慶應義塾大学文学部非常勤講師（2002）
- 関西大学RCSS研究員（委嘱、2002 - 2007）
- 国際大学グローバル・コミュニケーション・センター・フェロー（2006 - ）
- 一般社団法人クラシックを聴こう協会代表理事（2015 - ）
- アドバンストバイオカーボンコンソーシアム代表プロデューサー（2016 - ）
- 東京大学未来ビジョン研究センター客員研究員（2018 -2021 ）
- 一般社団法人未来社会共創センター統括研究員（2022 - ）

## 主な著書

### 単著
- 『考える道具　ワープロの創造と挑戦』（青葉出版、1990.2） ISBN 4-87008-078-8
- 『ネットワーカーズハンドブック ― コンピュータ・エイジのための電子生活マニュアル』（翔泳社、1991.5）ISBN 4-91567-381-2
- 『最新ワープロ用語辞典 ― ワープロを理解し、もっと活用するために』（実業之日本社、1991.7） ISBN 4-40810-095-1
- 『ワープロここが不思議 ― ちょっと知的なワープロ学』（講談社ブルーバックス、1994.5） ISBN 4-06257-018-1
- 『ハイテク商品失敗の研究 ― 売れるモノ作り』（実業之日本社、1994.6）
- 『インターネット活用法 ― 可能性を広げるコツとヒント』（講談社ブルーバックス、1996.7） ISBN 4-06257-131-5

### 共著
- （東京大学データ処理研究会）『東大生の書いた パソコン幻想を剥ぐ!!』（東京経済、1983.11）
- （紀田順一郎,三田誠広,荻野綱男）『ワープロ考現学』（日本ソフトバンク、1987.9）
- （小町谷朝生）『プリントゴッコ・ハイテクアート術』（実業之日本社、1991.12）
- （廣瀬克哉）『インターネットが変える世界』（岩波新書、1996.2）